# Vřeténka pestrá
Vřeténka pestrá (Callionymus lyra Linnaeus, 1758) je mořská ryba z čeledi vřeténkovitých, která je charakteristická vystouplou hřbetní ploutví s typickým zbarvením v pastelových barvách a protáhlým tvarem těla. Obývá oblast severní části Atlantského oceánu, kde žije u dna. Živí se drobnými živočichy, které zde nalezne.
V současnosti nepatří mezi ohrožené druhy. Podobnou rybou je další vřeténka Callionymus reticulatus.

## Výskyt

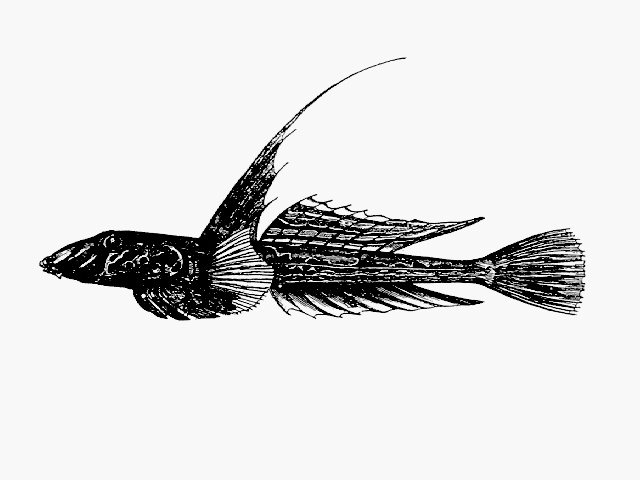
Kresba samce

Vřeténka obývá teplejší vody Atlantiku o teplotě mezi 16 až 20 °C, včetně části Severního ledového oceánu, Středozemního moře a Černé moře Tato oblast odpovídá pobřežím zemí Západní Evropy, Britských ostrovů, pobřeží Norska, Středomoří, ale současně je možné se s ní setkat také na pobřeží západní Afriky. Jedná se hlubokomořskou rybu, které žije až do hloubek kolem 400 metrů (jiné zdroje uvádějí hloubku od 5 do 430 metrů), kde se zahrabává do měkkého písčitého, či bahnitého dna. V případě, že tyto podmínky nemá, je schopna žít i na kamenitém dně, kde se schovává do štěrbin mezi kameny.
Jedná se o silně teritoriální rybu, která je v případě narušení svého území vysoce agresivní a to včetně jedinců svého druhu.

## Popis
Vřeténka pestrá dosahuje nejčastěji délky těla mezi 25 až 30 cm u samce, samice bývají z pravidla menší a dosahují pouze velikosti okolo 20 cm. V přední části se nachází trojúhelníková zploštělá hlava, Na její spodní části se vyskytuje tlama. Spodní čelist je kratší než horní a je vybavena drobnými špičatými zuby, které jsou seřazeny v několika řadách.
Oči jsou umístěny na vrcholku hlavy nedaleko od sebe. Směřují částečně do stran. Za nimi se nachází žaberní štěrbiny a následně dochází ke značnému zúžení. Dole na konci hlavy vyrůstají z těla párové prsní ploutve. Na vrcholku těla jsou umístěny dvě hřbetní ploutve. Přední ploutev je rozdílná u samičky a samce. Samec jí má značně prodlouženou a na vrcholku spojenou v jednotlivý trn. Je tvořena 4 paprskovitými výstupky. Zadní hřbetní ploutev je tvořena celkem 9 paprsky a je podobná u obou pohlaví.
Tělo není pokryto šupinami, ale slizkou kůží, která je výrazně zbarvena. Samec má barvu od žluté, béžové, nahnědlé až po mléčně bílou s výraznými modrými skvrnami na bocích a ploutvích. Samice jsou oproti tomu žlutohnědé s 6 hnědozelenými skvrnami na bocích a 3 tmavými skvrnami na hřbetě.

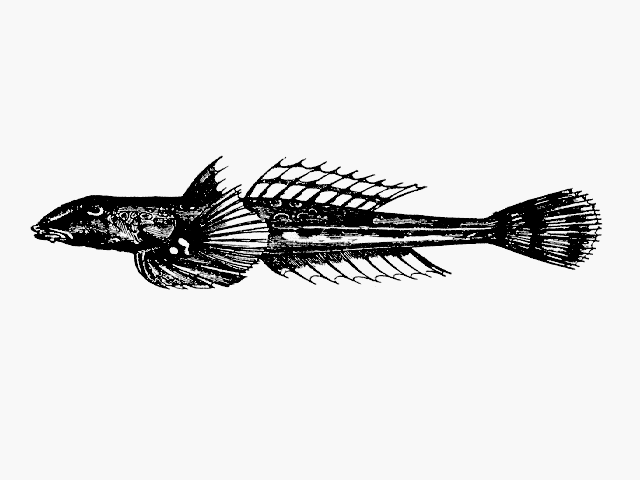
Kresba samice

Nejdelší maximální potvrzené délka života se pohybovala okolo 7 let.

## Potrava
Podobně jako pulec obrněný žije zahrabán na mořském dně, kde vyhledává drobné živočichy, kteří zde žijí, a ty požírá. Jedná se o malé rybky, červy či drobné korýše.

## Rozmnožování
Vřeténka pestrá se tře v rozmezí ledna až srpna, kdy vystupují ryby do mělčích vod. Samice naklade jikry, které se stávají součástí planktonu. Z jiker se následně vylíhnou malé larvy.

## Hospodářský význam
Vřeténka má malý hospodářský význam, je minimálně lovena rybáři. Jen zřídka se chová v akváriích.